# Dąbrowa Szlachecka
Dąbrowa Szlachecka – wieś w Polsce, położona w województwie małopolskim, w powiecie krakowskim, w gminie Czernichów.
Dokładnie położona między Wołowicami a Rączną.
| SIMC    | Nazwa        | Rodzaj    |
| ------- | ------------ | --------- |
| 0315689 | Boroniówka   | część wsi |
| 0315695 | Dolina       | część wsi |
| 0315703 | Górka        | część wsi |
| 0315710 | Janasówka    | część wsi |
| 0315726 | Kukówka      | część wsi |
| 0315732 | Lipowiec     | część wsi |
| 0315749 | Podpowieszon | część wsi |
| 0315755 | Wyźrał       | część wsi |

W latach 1954–1960 wieś należała do gromady Wołowice, po jej zniesieniu należała i była siedzibą władz gromady Dąbrowa Szlachecka. W latach 1975–1998  miejscowość administracyjnie należała do województwa krakowskiego.
Założenia ruralistyczne klasyfikują ją jako typ wsi rozproszonej, skupinowej. Badania archeologiczne wykryły ślady pracowni krzemieniarskiej i osady z epoki neolitu i brązu. Posiada długoletnią tradycję rzemiosła wikliniarskiego, która stanowi dziś podstawowe źródło utrzymania większości mieszkańców. W 1748 roku wieś należała do parafii tynieckiej, potem do Czernichowa, pod koniec XVIII wieku liczyła około 30 domów.
Według danych z 31 grudnia 2003 wieś zamieszkiwały 582 osoby. Jest to dziesiąta pod względem liczby mieszkańców wieś, na dwanaście wiosek gminy Czernichów. Według aktualnych danych wieś zamieszkują 686 osoby, zaś powierzchnia wynosi 3,44 km². Najwyższy szczyt: Krzemiennik 269,1 m n.p.m.